# Căile Ferate Române
Căile Ferate Române (výslovnost [ˈkə.ile feˈrate roˈmɨne]), plným názvem Societatea Națională a Căilor Ferate Române, zkratka CFR nebo SNCFR, doslova „Rumunské železnice“, byla státem vlastněná železniční společnost v Rumunsku.

## Historie
První železniční trať na území Rumunska byla zprovozněna v roce 1854 a vedla z Oravice do Baziașu. Rumunské státní železnice byly založeny 1. dubna 1880, v roce 1998 zanikly rozdělením na několik organizací.

## Nástupnické organizace
- Compania Naţională de Căi Ferate CFR, provozovatel dráhy
- Societatea Națională de Transport Feroviar de Călători CFR Călători SA, provozovatel osobní dopravy
- Societatea Națională de Transport Feroviar de Marfă CFR Marfă SA, provozovatel nákladní dopravy
- Societatea Națională de Administrare a Activelor Feroviare SAAFSA, správce majetku, který zbyl po rozdělení společnosti
- Societatea Feroviară de Turism SFT – CFR SA, převzala část aktiv SAAF a měla provozovat turistické vlaky (v roce 2022 v konkursu)
- Societatea de Management Feroviar SMF (následně zrušena)
- Autoritatea Feroviară Română (AFER), drážní úřad[1]